# Dan Burton
Danny Lee Burton (Indianápolis, 21 de junio de 1938) es un político estadounidense. Fue representante de los Estados Unidos por el 5.º distrito congresional de Indiana, y anteriormente el 6.° distrito, sirviendo desde 1983 hasta 2013. Es miembro del Partido Republicano y del Tea Party Caucus.

## Biografía

### Educación y primeros años
Se graduó de Shortridge High School en 1957 y asistió a la Universidad de Indiana (1958–59) y al Seminario Bíblico de Cincinnati (ahora Universidad Cristiana de Cincinnati) (1959–60). Sirvió en el Ejército de los Estados Unidos de 1956 a 1957, antes de dejar el servicio activo para regresar a la universidad, pero permaneció en las reservas del Ejército de 1957 a 1962. Se convirtió en corredor de bienes raíces y fundó la Agencia de Seguros Dan Burton en 1968.

### Carrera política
Fue miembro de la Cámara de Representantes de Indiana de 1967 a 1968 y nuevamente de 1977 a 1980 y del Senado del Estado de Indiana de 1969 a 1970 y nuevamente de 1981 a 1982.
Se postuló por primera vez para el Congreso de los Estados Unidos en 1970, perdiendo ante el titular demócrata Andy Jacobs. Se presentó de nuevo en 1972, perdiendo en las primarias republicanas ante William Hudnut.
Después del censo de 1980, la legislatura estatal controlada por los republicanos reconfiguró el sexto distrito congresional  en un distrito fuertemente republicano centrado en los suburbios al norte de Indianápolis. Burton ganó una primaria republicana con el 37% de los votos. Luego derrotó al demócrata George Grabianowski en las elecciones generales 65%-35%. Sería reelegido 14 veces, sin caer nunca por debajo del 62% en una elección general.